# Il Post
Il Post — італійська щоденна інтернет-газета, заснована й очолювана Лукою Софрі у 2010 році. Газета працює за моделлю доходу, що в основному підтримується рекламою, оскільки доступ до її контенту є безплатним і не вимагає реєстрації.

## Логотип
Дизайн і назва нагадують історичні американські газети, такі як Washington Post, а також її блог, тоді як зміст відображає стиль Huffington Post, та американських інтернет-газет, таких як Slate і The Daily Beast. Софрі представив проєкт як «елітний продукт для більшості: зрештою, ми завжди маємо справу з фактами й думками, навіть якщо між фактами й думками немає ніякого розмежування», і є інноваційним у тому, що він є «наполовину агрегатором (ще одна помилкова думка), наполовину видавцем блогів».

## Історія
Заснований 19 квітня 2010 року, Il Post був задуманий як агрегатор найкращого контенту італійської та міжнародної преси, відібраного і прокоментованого редакторами, підтриманого оригінальним контентом, створеним тими ж редакторами й кількома співробітниками, такими як Дебора Серракіані, Андреа Романо, Іван Скальфаротто, Джузеппе Чіваті, Флавія Періна, Антоніо Діні. На першій сторінці також розміщені блоги деяких ілюстраторів та карикатуристів, зокрема Маккокса, який періодично публікує актуальні карикатури. З травня 2012 року Il Post є єдиною італійською газетою — онлайн або на папері — яка щодня публікує комікси Peanuts і Doonesbury.

## Нагороди
У 2011 році газета Il Post отримала третю премію Premio Ischia Social Network за інформацію в Інтернеті, яку було вручено під час церемонії нагородження журналістів Ischia InternationalJournalism Awards.

## Популярність
За даними Alexa, Il Post входить до 200 найбільш відвідуваних вебсайтів в Італії. У січні 2012 року Audiweb зафіксував збільшення щоденних відвідувачів на 61 відсоток, що є одним з найвищих показників зростання в Італії за попередній рік у січні серед інтернет-газет, а в листопаді 2014 року він мав 283 000 унікальних відвідувачів.

## Фінансова реструктуризація
У травні 2013 року, після рекапіталізації для покриття збитків компанії, відповідно 360 000 євро у 2011 році та 480 000 євро у 2012 році, голова ради директорів перейшов до Пола Айніо, генерального директора компанії Banzai SpA, яка володіє більшістю акцій. Ця новина була оприлюднена 23 липня у щоденній політичній та фінансовій газеті Italia Oggi у короткій статті, в якій повідомлялося про новий розподіл акцій: Banzai 30.53 %, Kme different Inc. View і приблизно по 24 %, Giorgio Gori Sofri — 8 % і 10,9 %. Наступного дня Пол Айніо написав до Italia Oggi, стверджуючи, що ці цифри є фіктивними, і описуючи, як після успішної реорганізації Банзай і Софрі збільшили свої частки, відповідно до 24 % і 22 % відповідно. Журналіст Плаццотта, автор статті, і собі, відповів, що його доповідь була результатом ознайомлення з примітками до бюджету Il Post Srl на 2012 рік, з якого були взяті дані, і що контрольні частки, наведені в статті (Банзай — 30,53 %, а Софрі — 8 %), описані в довідці Торгової палати від 22 липня 2013 року.